# 红鳞蒲桃
红鳞蒲桃（学名：Syzygium hancei，又名韓氏蒲桃）是桃金娘科蒲桃属的植物，是中国的特有植物。分布于中国大陆的广西、福建、广东等地，多生在低海拔疏林中，目前尚未由人工引种栽培。